# Конячий рецидивуючий увеїт

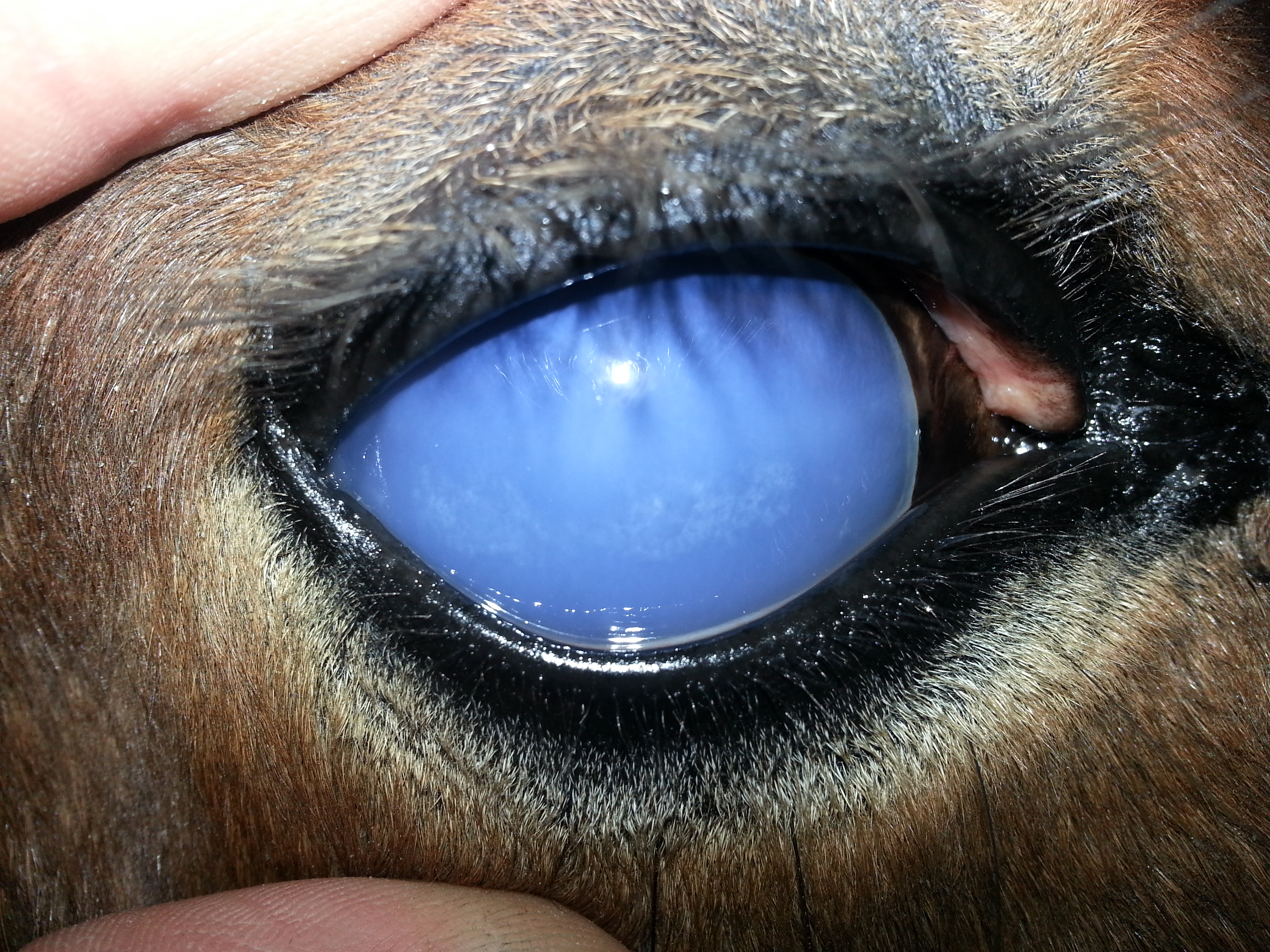
«Місячна сліпота» на ісландському коні

Коня́чий рецидивую́чий увеї́т (ERU) – також відомий як місячна сліпота, рецидивуючий іридоцикліт або періодична офтальмія  — гостре, негранулематозне запалення увеального тракту ока, що часто зустрічається у коней усіх порід у всьому світі. Причинний фактор не відомий, проте було запропоновано кілька патогенезів. Це найпоширеніша причина сліпоти у коней. У деяких порід може бути задіяний генетичний фактор.

## Етіологія
Пропонується кілька етіологій, і будь-яка їх комбінація може бути присутнім у кожному конкретному випадку. 
- Дефіцит вітамінів ( A, B або C )
- Вірусна інфекція
- Бактеріальна інфекція
  - Лептоспіра
  - Стрептокок
  - Бруцелла
- Паразитарна інфекція
  - Стронгіл
  - Onchocerca cervicalis
- Аутоімунне захворювання

Вважається, що хвороба має переважно аутоімунний характер, оскільки є реакцією гіперчутливості із затримкою на будь-який із зазначених вище агентів.

## Клінічні ознаки
У гострій стадії захворювання присутній катаральний кон’юнктивіт з ознаками очного болю, як правило, блефароспазм, посилене сльозотеча та світлобоязнь. Міоз також зазвичай присутній. Через кілька днів це переросте до кератиту та іридоцикліту. Також можуть виникати інші проблеми з оком, включаючи набряк кон’юнктиви та рогівки, а також водянисті відблиски .
Після гострого спалаху протягом тривалого періоду, який може коливатися від кількох годин до кількох років, не спостерігається жодних клінічних ознак захворювання. Однак при частих гострих інцидентах можуть спостерігатися додаткові клінічні ознаки, включаючи передню та задню синехії, погану реакцію зіниць, катаракту та похмурий вигляд склоподібного тіла .

## Діагностика
Наріжним каменем діагностики є точний анамнез та хороший клінічний огляд ока для усунення травматичного увеїту. УЗД є корисним інструментом, оскільки він може виявити потовщений райдужну оболонку, але тільки в руках фахівця.

## Лікування
Під час гострого спалаху терапія спрямована на зменшення наявного запалення та розширення зіниці. Мідріаз важливий, оскільки звуження зіниць є основною причиною болю. Протизапальна терапія, як правило, проводиться як системно, часто у формі флуніксину меглуміну, так і місцево у вигляді преднізолону ацетату. Мідріатиком вибору є атропін. У періоди між гострими нападами жодна терапія не виявилася корисною.

## Прогноз
Коні, які страждають цією хворобою, ніколи не можна вважати вилікуваними, хоча ними можна керувати, обережно застосовуючи вищеописану терапію та швидко виявляючи нові спалахи. Якщо захворювання не лікувати належним чином, це врешті-решт призведе до сліпоти.

## Епідеміологія
ERU зустрічається у коней у всьому світі, але частіше зустрічається у Північній Америці, ніж у Європі, Австралії чи Південній Африці.  Коні обох статей страждають однаково. 

## Генетика
Аппалуза має вищий ризик розвитку ОСВ, ніж інші породи; ця схильність має генетичну основу. Аппалуози, у яких розвивається ОСВ, частіше за інших порід мають ОСВ в обох очах і частіше засліплюють на одному або обох очах. 